# Charles de Lint
Charles de Lint (22 de diciembre de 1951) es un escritor canadiense. Junto a escritores como Terri Windling, Emma Bull y John Crowley, de Lint popularizó en los años ochenta el subgénero de la fantasía urbana, notablemente a través de la serie The Borderland Series. Su ficción se puede describir entre los subgéneros del realismo mágico y la fantasía contemporánea.
De Lint escribe novelas, relatos cortos, poesía y canciones. Sus trabajos más reconocidos incluyen: Serie Newford (Dreams Underfoot, Widdershins, The Blue Girl, The Onion Girl, Moonlight and Vines, Someplace to be Flying etc.), Moonheart, The Mystery of Grace, The Painted Boy y A Circle of Cats. Recibió influencia de escritores clásicos como J.R.R. Tolkien, Lord Dunsany, William Morris, Mervyn Peake, James Branch Cabell y E. R. Eddison.

## Novelas
- Berlin (1989)
- The Fair in Emain Macha (1990)
- Our Lady of the Harbour (1991)
- Paperjack (1992)—1993
- Death Leaves an Echo (1991)
- A Circle of Cats (2003)
- Promises to Keep (2007)